# 普卢莱克
普卢莱克（法語：Ploulec'h，法語發音：[plulɛk] 或 [plulɛx]）是法国阿摩尔滨海省的一个市镇，位于该省西北部，属于拉尼永区。该市镇总面积10.15平方公里，2009年时的人口为1664人。

## 人口
普卢莱克人口变化图示